# Be Alive
Be Alive è un singolo della cantante statunitense Beyoncé, colonna sonora del film Una famiglia vincente - King Richard, pubblicato il 12 novembre 2021 su etichetta Parkwood Entertainment. Il brano è il primo della cantante ad essere nominato ai Premi Oscar nella categoria migliore canzone.

## Antefatti
Il 31 ottobre 2021 viene rilasciato tramite i canali della Warner Bros. il trailer del film Una famiglia vincente - King Richard con la musica di sottofondo alcuni secondi cantati da Beyoncé. Il trailer viene intitolato Official "Be Alive" Trailer, in riferimento al titolo della colonna sonora.
In un'intervista a Entertainment Weekly, l'attore protagonista del film Will Smith ha raccontato che la collaborazione con Beyoncé è nata dopo una prima proiezione del film, dove la storia delle sorelle hanno ispirato la cantante a contribuire con una canzone: «Il matrimonio tra un film e una canzone è una specie di magia che non ha eguali nell'intrattenimento. [...] Ero così felice quando Beyoncé ha chiamato».
Serena Williams, la cui vita è narrata attraverso il film, ha raccontato al Jimmy Kimmel Live!: «Quando il film è stato realizzato, non vi era alcun'altra persona che potesse scrivere questa canzone al di fuori di Beyoncé. Questo perché abbiamo avuto un percorso simile, ci siamo allenate fin da bambine per raggiungere il nostro obiettivo. Suo padre, Mathew Knowles, è stato enormemente coinvolto nella sua carriera, come sua madre Tina Knowles-Lawson e sua sorella Solange. Per noi era l'unica risposta e lei ci ha coinvolte e non aveva dubbi che l'avrebbe composta lei».

## Accoglienza
Jason Lipshutz di Billboard ha descritto l'uscita della colonna sonora come «un evento», lodando la «voce singolare e le armonie lussureggianti» di Beyoncé, riscontrando che le strofe «irradiano orgoglio e bellezza come una celebrazione dell'arte e della cultura nera». Clayton Davis di Variety ha descritto la canzone come una conclusione «molto risollevante» di King Richard, paragonandola alla canzone del 2014 Glory colonna sonora del film da Selma - La strada per la libertà, mentre Jazz Tangcay della stessa testata l'ha descritta come «una ballata svettante che si adatta come un guanto al film».
Scrivendo per il Los Angeles Times, Glenn Whipp ha elogiato la canzone come «un brano immediatamente coinvolgente» e l'ha definita il punto culminante del film. Yohana Desta di Vanity Fair ha descritto la canzone «inneggiante» come un «ritmo motivazionale martellante ma splendidamente armonizzato per condurre il messaggio a destinazione».

## Riconoscimenti
Premio Oscar
- 2022 – Candidatura alla miglior canzone originale[12]

Golden Globe
- 2022 – Candidatura alla miglior canzone originale

Critics' Choice Awards
- 2022 – Candidatura alla miglior canzone  di un film

Black Reel Awards
- 2022 – Candidatura alla miglior canzone originale di un film

Hollywood Critics Association Awards
- 2022 – Miglior canzone originale di un film

Hollywood Music in Media Awards
- 2021 – Candidatura alla miglior canzone originale di un film

NAACP Image Award
- 2022 – Candidatura alla miglior canzone R&B/Soul[18]
- 2023 – Candidatura al miglior video musicale/progetto visuale[19]

Satellite Award
- 2022 – Candidatura alla miglior canzone originale

## Tracce
Testi e musiche di Beyoncé Knowles e Darius Scott Dixson.
1. Be Alive – 3:40

## Classifiche
| Classifica (2021) | Posizione massima |
| ----------------- | ----------------- |
| Sudafrica         | 99                |